# Beethoven com o Manuscrito da Missa Solemnis
Beethoven com o Manuscrito da Missa Solemnis (em alemão: Beethoven mit dem Manuskript der Missa solemnis) é um retrato de Ludwig van Beethoven por Joseph Karl Stieler, concluído em 1820. Ele mostra Beethoven segurando um manuscrito de sua Missa solemnis. A obra é mantida pela Beethoven-Haus.

## Descrição
O retrato é em óleo sobre tela e mostra Beethoven com um casaco azul profundo, com uma grande gola branca e cachecol vermelho. Seus cabelos grisalhos estão "indomáveis, essencialmente impossíveis de pentear". Ele segura o manuscrito de sua Missa solemnis e parece estar escrevendo. Ao fundo, há uma pérgula de uva. O retrato tem 72,0 por 58,5 centímetros (28,3 por 23,0 polegadas).
Alexander Wheelock Thayer escreveu que a pintura era "esboçada" e nunca totalmente acabada. Anton Schindler sentiu que o retrato retratava com precisão a "expressão característica" de Beethoven, mas a cabeça baixa era inconsistente com a postura habitual de Beethoven. Schindler também afirmou que a doença causou uma mudança marcante na aparência de Beethoven neste retrato em comparação com os anteriores.
Segundo John Clubbe, o design de Stieler era "ainda mais dramático" do que os anteriores retratos de Mähler, usando o mesmo retrato do avô de Beethoven como inspiração e destacando "as simpatias revolucionárias do compositor". Alessandra Comini afirmou que o retrato incluía "todos os elementos caros aos futuros mitógrafos", incluindo "genialidade inspirada por vozes interiores na presença da natureza, com cabelos leoninos se contorcendo selvagemente em paralelo simbólico com a turbulência fervilhante da criatividade".

## Criação
A pintura foi iniciada em 1819 e concluída em abril de 1820. Foi encomendada por Franz e Antonie Brentano, que eram, segundo Beethoven, seus "melhores amigos no mundo". Stieler, conhecido por seus retratos, estava em Viena para pintar Imperador Franz na época em que conheceu Beethoven. Beethoven via ter seu retrato feito como uma forma de "penitência" e permitiu apenas três ou quatro sessões, exigindo que Stieler terminasse de pintar o corpo e o fundo do retrato sem ele. Como resultado, segundo Alessandra Comini, "os braços de Beethoven não estão convincentemente ligados aos seus ombros"; versões posteriores do retrato resolvem isso omitindo os braços completamente. Após a conclusão, o retrato foi exibido ao lado do busto Dietrich.

## Histórico de propriedade
O histórico de propriedade inicial do retrato é "obscuro"; pode ter sido brevemente mantido pela família Brentano. Thayer afirmou que inicialmente era de propriedade da família Stieler. Eventualmente, foi de propriedade de Wilhelm Spohr, irmão do compositor Louis Spohr. Após sua morte em 1860, passou para Rosalie, Condessa Sauerma, sua filha.
A partir de 1909, foi de propriedade de Henri Hinrichsen de Leipzig, um editor de música com uma extensa coleção de arte. Esta coleção, incluindo o retrato de Beethoven, foi saqueada pelos nazistas; Hinrichsen foi morto no Holocausto. Após a queda dos nazistas em 1945, o filho de Henri, Walter, recuperou com sucesso parte da coleção de Henri, enviando o retrato para Nova York. Em 1981, ele fez uma cópia e vendeu o original para a Beethoven-Haus.

## Reproduções

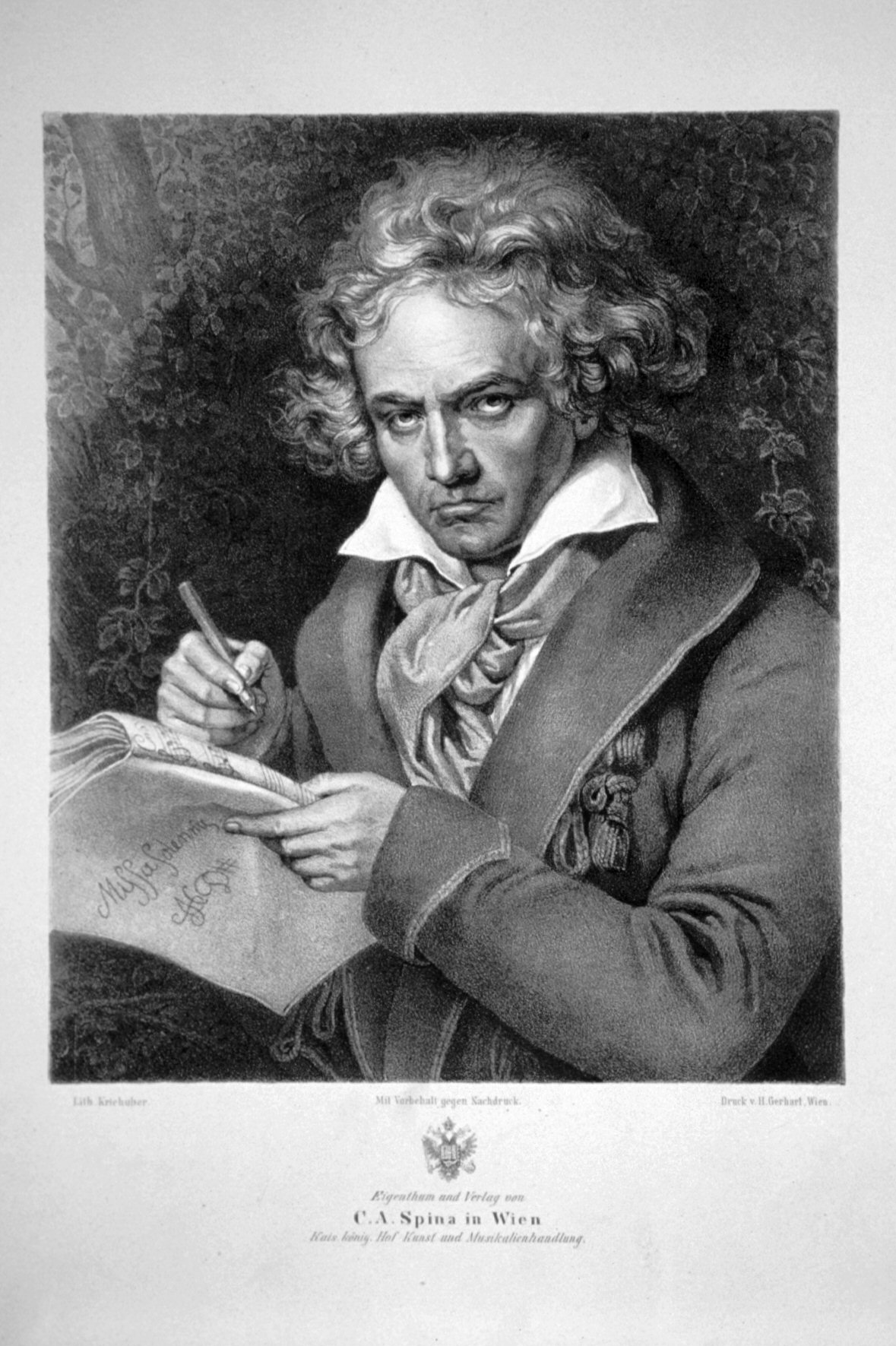
Litografia de 1841 por Josef Kriehuber

Stieler pintou uma versão em miniatura do retrato em marfim. Ele deu isso para Antonie Brentano.
Litografias do retrato foram publicadas pela Artaria em 1826 que Beethoven distribuiu para seus amigos. Comini escreve que a "extensa reprodução litográfica" da obra resultou em ela ter "a maior influência na iconografia de Beethoven".
Variações do retrato foram produzidas por, entre outros, Josef Kriehuber (1841) e Andy Warhol (1987).